# Botryobasidium ampullatum
Botryobasidium ampullatum är en svampart som beskrevs av Gilb. & Hemmes 1997. Botryobasidium ampullatum ingår i släktet Botryobasidium och familjen Botryobasidiaceae.   Inga underarter finns listade i Catalogue of Life.